# Prince Motor Company
Prince (Принц) — з 1947 року японський виробник автомобілів. Штаб-квартира розташована в місті Токіо. У травні 1966 року відбулося злиття компаній Prince і Nissan. У 1966 році компанія припинила виробництво автомобілів.

## Компанія Tokyo Electric Car Company
У листопаді 1924 року кораблебудівна фірма «Ішікаважіма» (майбутня IHI Corporation) створила дочірнє підприємство Ishikawajima Hikōki Seisakushō, тобто «Мануфактура з виробництва літаків Ішікаважіма». У 1936 році фірма потрапила під юрисдикцію армії великої Японської імперії і стала називатися Tachikawa Aircraft Company Ltd, напередодні Другої світової війни фірма стала випускати військові літаки і, що цікаво, у 1940 році Lockheed Corporation дала ліцензію на виробництво транспортних літаків, які в підсумку під час війни використовувалися з двох сторін.
Після капітуляції Японії військова промисловість повинна була перейти на конверсію. Заводи фірми Tachikawa і без того сильно постраждали під час війни, а тут ще обмеження по сфері діяльності, багато інженерів перейшло працювати на підприємства фірм Toyota, яка випускала автомобілі марки Toyopet, і на Nissan.
Решта конструкторів стали працювати над проєктом електромобіля, справа в тому, що пальне було у великому дефіциті, і видавали його за картками, тому і було вирішено виробляти той транспорт, який не виділяє вуглеводнів. Перший прототип на орендованих у Токіо приміщеннях був побудований в 1946 році. За основу взяли довоєнну вантажівку марки Ohta, цей автомобіль називався Typ EOT-46, акумулятори були у вантажному відсіку, а електродвигун помістили під капот.

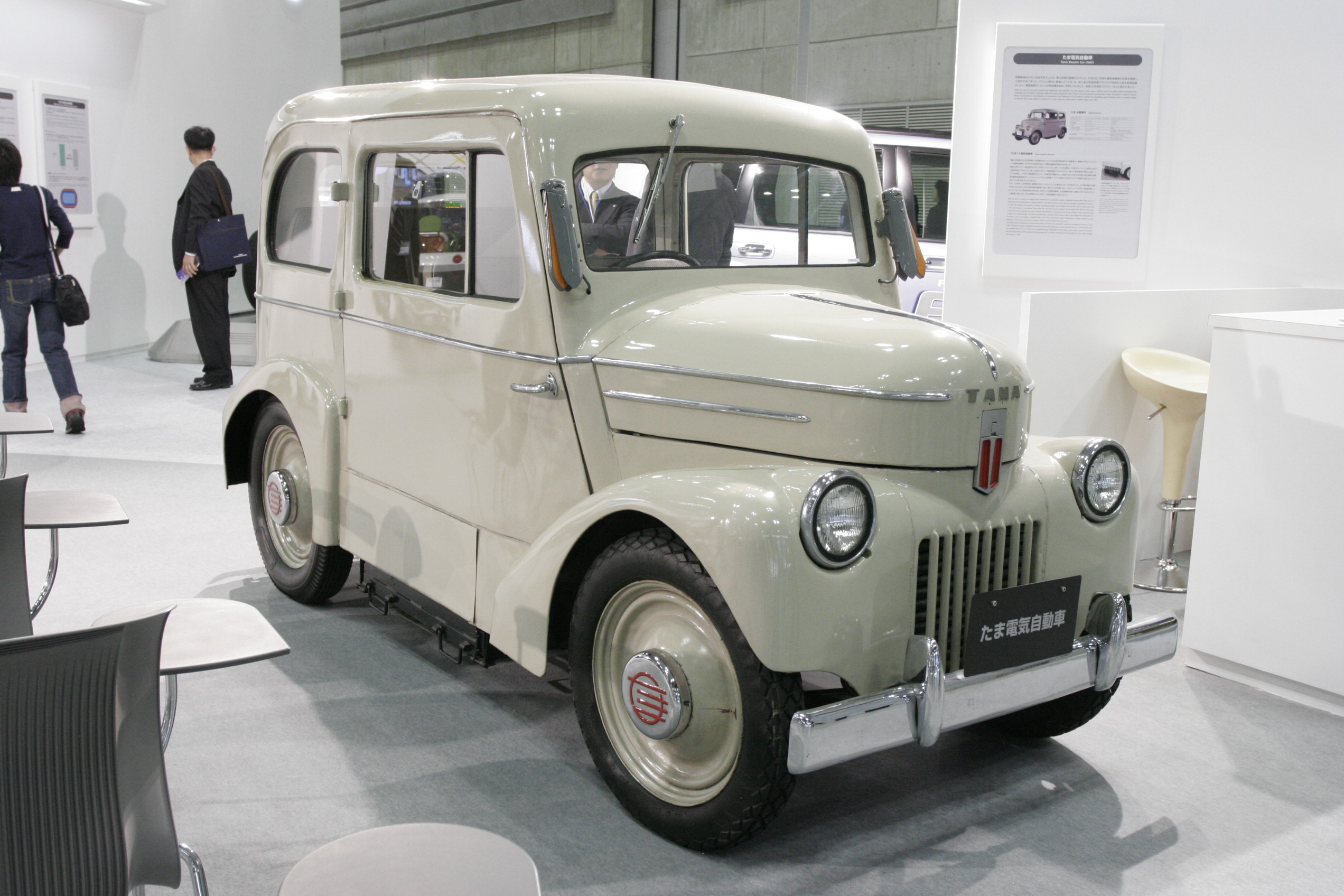
Tama E4S-47

У 1947 році прототип переробили, машина отримала кузов власної розробки, капот став «алігаторного» типу, а не відкривався з боків як у довоєнній машини, фари були інтегровані в крила. У травні 1947 року був готовий пасажирський варіант автомобіля, тоді ж було вирішено запустити її в серію під назвою Tama E4S-47. «Тама» була назвою передмістя Токіо, де розташовувався орендований завод, а через місяць назва фірми була змінена на Tokyo Electric Motor Car Co.
Рама машини була сходового типу, кузов був виготовлений на дерев'яному каркасі, під капотом ховався електродвигун із максимальною напругою в 36 В і силою струму в 120 А, а під підлогою були поміщені свинцево-кислотні акумулятори з напругою в 40 В і ємністю в 162 А, що цікаво, коробка передач у цього електрокара була механічна з двома ступенями. Цей автомобіль розвивав швидкість 35 км/год і мав запас ходу в 65 км.
У 1948 році за вказівкою Міністерства торгівлі та промисловості фірма починає будувати нову модель E4S-48 Junior, яка змінила попередницю. Ця машина була вже схожа на звичайний легковий автомобіль, хоч і будувалася на рамі попередньої моделі, але базу збільшили на 2 см. Потужність електромотора була піднята з 4,5 к. с. до 5,5 к. с., однак водночас збільшилася максимальна швидкість до 45 км/год, а на одній зарядці можна було подолати вже 130 км.

## Компанія Tama Electric Cars
Модель 1949 року носила індекс E4S-49. Машина користувалася попитом насамперед у держапарату: її поставляли міністерствам, університетам і державному банку, так що в місяць випускали по 20—30 екземплярів. У 1949 році фірма перейменовувалася на Tama Electric Cars Co.

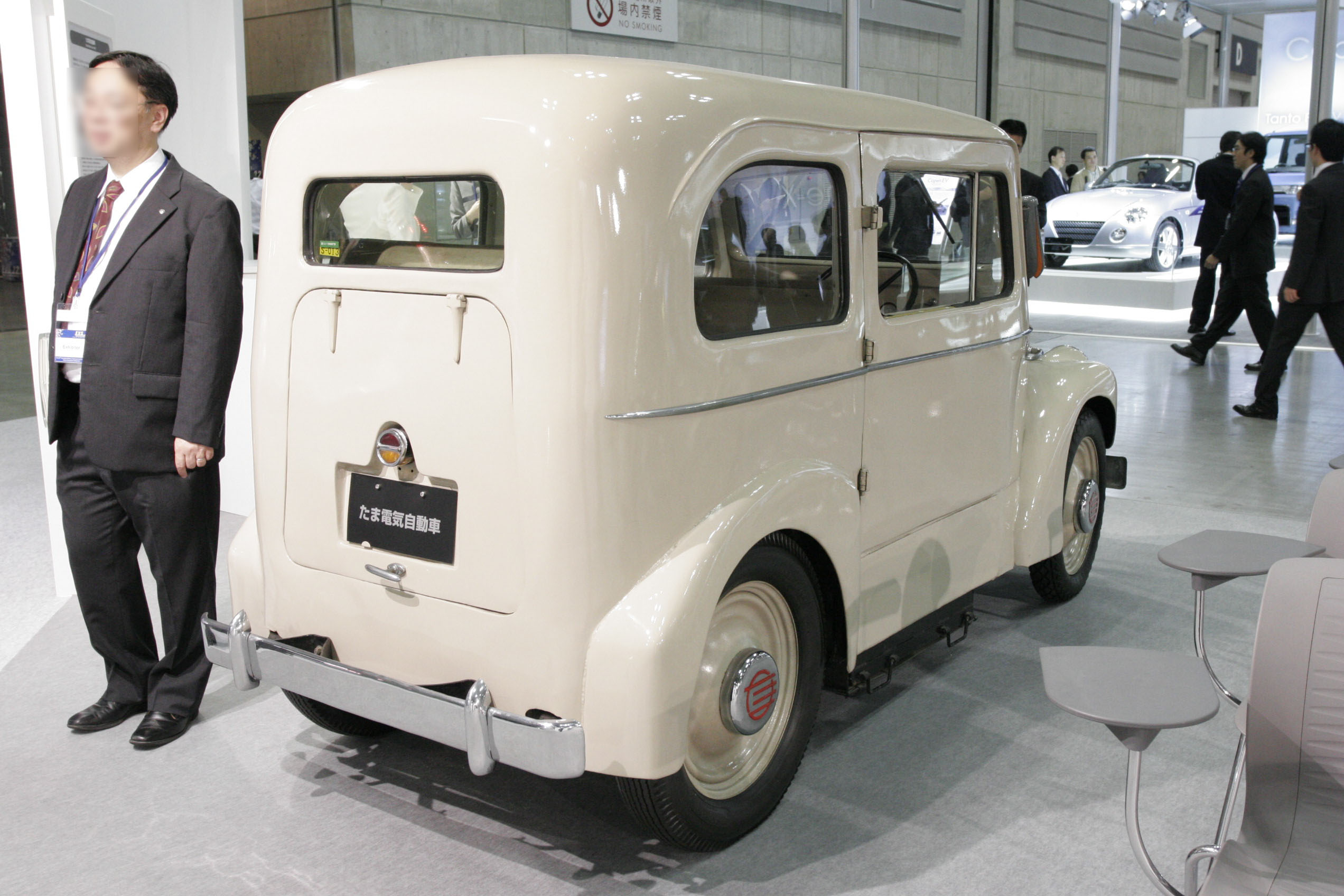
Tama E4S-47

У 1950 році з'являється автомобіль за габаритами середнього класу — Senior. Дизайн був схожий на FIAT 1400, довжина машини дорівнювала вже 4,2 м, проти 3,2 м і 3,5 м у попередників. Потужність електромотора дорівнювала 6 к. с., що давало машині змогу розвивати швидкість 55 км/год, а автономність вже становила 200 км. Машина мала непоганий успіх. За перший рік виробництва було побудовано 400 екземплярів.
Однак у 1951 році розпочинається Корейська війна, ціни на свинець злетіли в десятки раз, що зробило акумулятори «золотими», доцільність побудови електрокарів зменшилася. Крім того, пом'якшилися квоти на придбання палива, у результаті в червні 1951 року виробництво автомобілів припиняється.
Тим часом Fuji Precision Machine Company Ltd., одне з 12 відділень конгломерату «Fuji Sangyo», який після війни утворився з авіаційної компанії Nakajima Aircraft Company, займається розробкою двигунів внутрішнього згоряння (ДВЗ), як бензинових, так і дизельних. У 1951 році Fuji Precision Machinery представила на виставці 1,5-літровий 45-сильний мотор власної конструкції, який завоював призові місця, керівництво Tama Electric Cars Co починає впроваджувати цей мотор у кузов наявної машини.

## Заснування компанії Prince Motor Company
У 1952 році був готовий перший автомобіль із ДВЗ, базу якого збільшили на 6 см, також на 60 см збільшилася загальна довжина кузова порівняно з електрокаром. Оскільки в 1952 році монарший престол Японії оголосив Акіхіто, сина імператора Хірохіто, спадкоємцем, то фірма вирішила перейменуватися в честь цієї великої для японців події. З листопада 1952 року компанія тепер називається Prince Motor Company, тому новинка отримує назву Prince Type AISH. Цей автомобіль, що мав 4-ступінчасту коробку передач, здобув першим із японських машин синхронізовані передачі третього і четвертого ступенів.

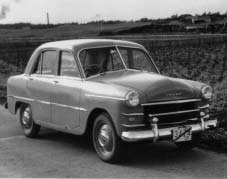
Prince Type AISH-2

У 1953 році машина додала в габаритах, так кузов роздувся в ширину і висоту, відповідно помінявся індекс на Type AISH-2.

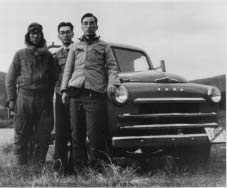
Prince Type AFTF Van

Крім неї з'являється вантажна версія — AFTF, яка випускається у варіантах: пікап, пікап із подвійною кабіною і фургон.
У 1954 році фірми Prince Motors і Fuji Precision Machinery зливаються, фірма, що виробляє автомобілі, тепер називається Fuji Precision Industries, але автомобілі виробляються під маркою Prince.

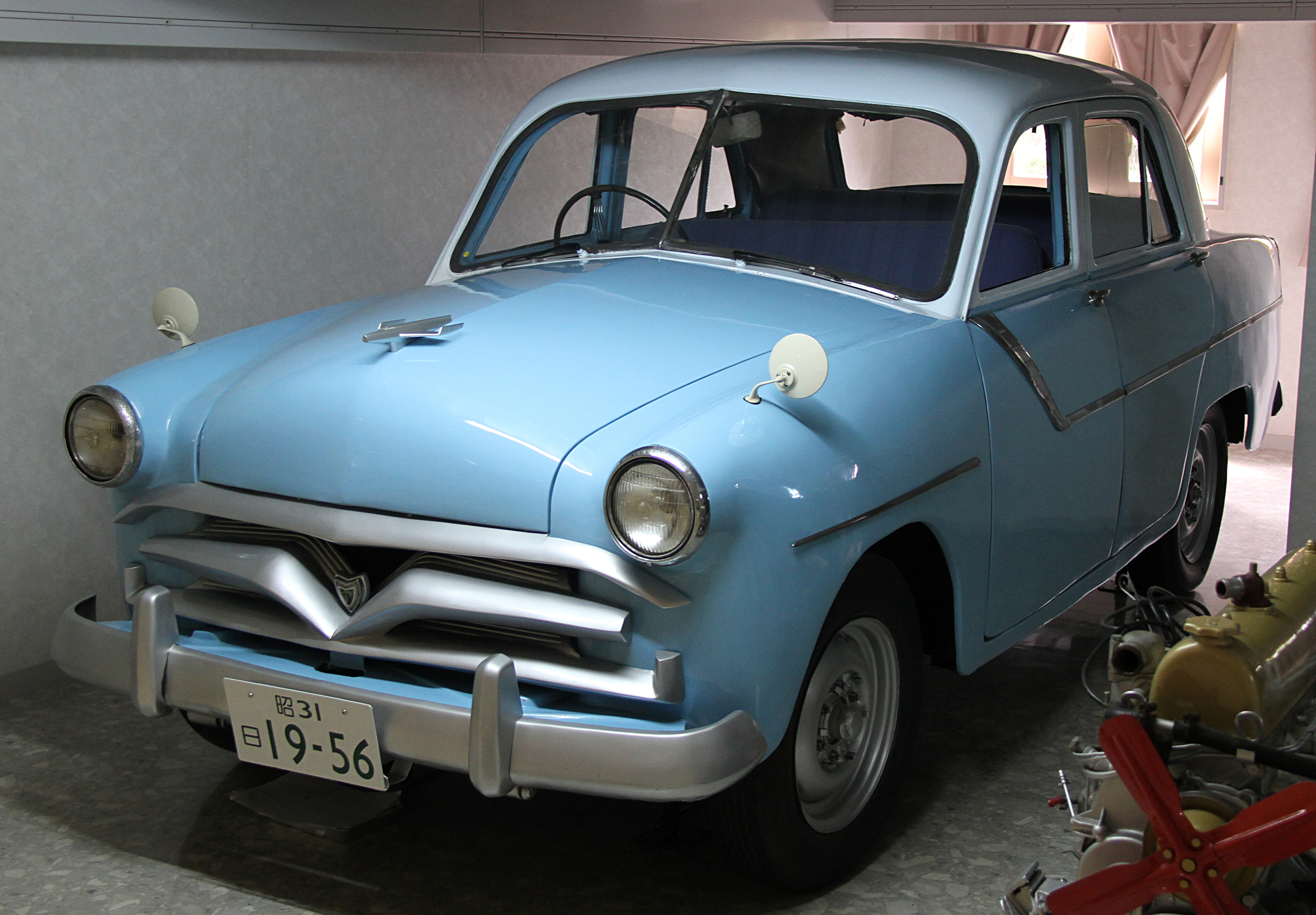
Prince Type AMSH-1

У 1955 році машина отримала більш потужний мотор, його компресія була піднята, що дало 52 к. с. з того ж об'єму. Через рік з'являється спеціальний люкс варіант AMSH-1, який відрізняється від базового двокольоровим розфарбуванням кузова і більш рясним використанням хрому.

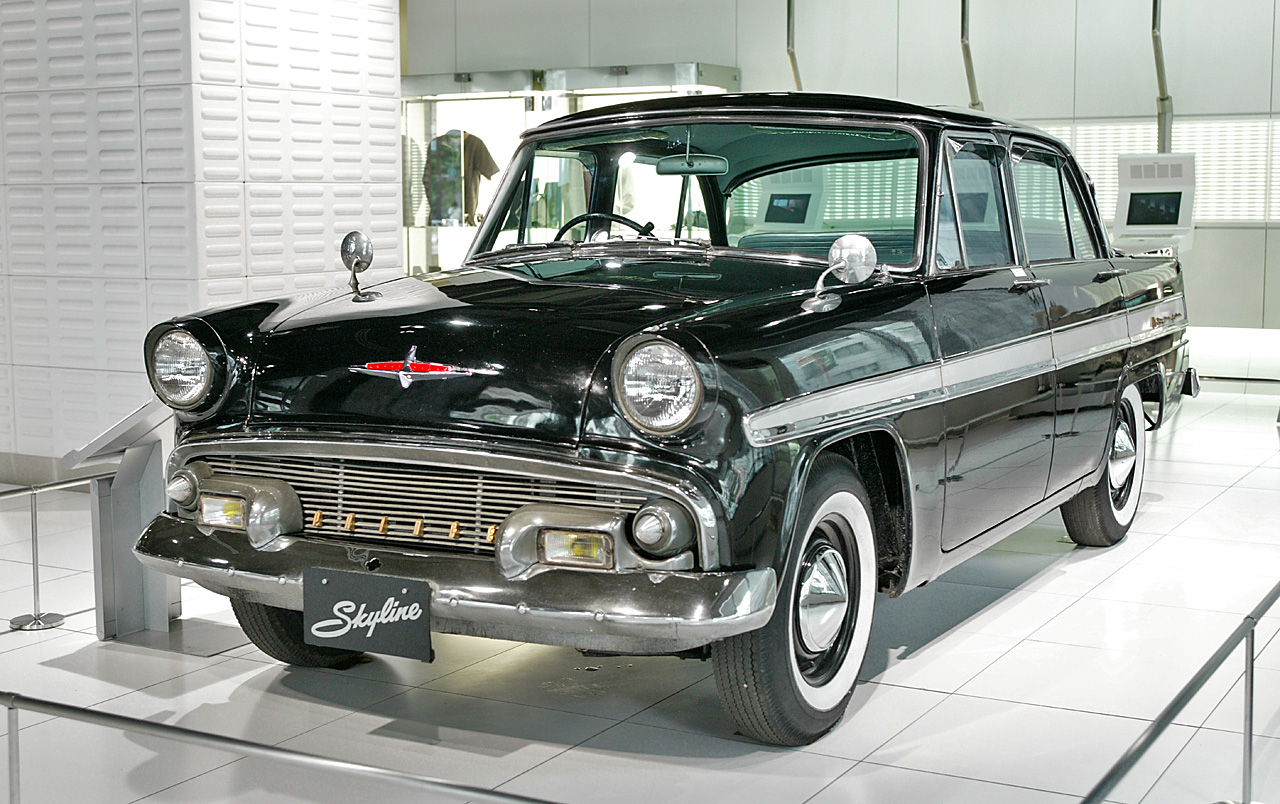
Prince Skyline ALSID-1

У квітні 1957 року Fuji Precision Machinery представляє заміну седанам серії AISH і AMSH — Skyline. Машина мала два варіанти обробки: стандартна — ALSIS-1, і люксова — ALSID-1. Хоча машини і відрізнялися зовні декором, під капотом у них був один і той же мотор — 1,5 л, доведений до 60 к. с., що дозволяло розвивати 140 км/год. Ця машина мала низьку раму з незалежною передньою підвіскою (на двох поперечних важелях) і залежною задньою типу De Dion. Головними конкурентами цих машин бачили європейських і американських виробників, які стали заполоняти японський ринок.

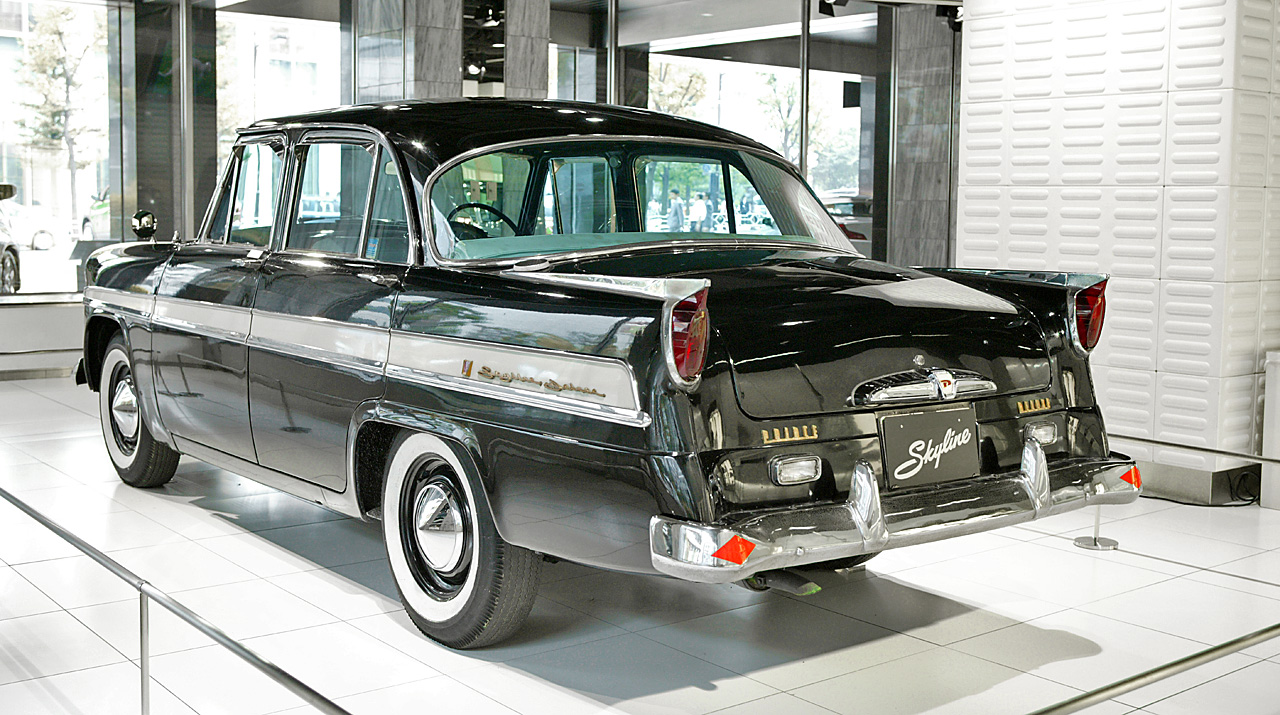
Prince Skyline ALSID-1

На базі цієї моделі з'явилася і 2-дверна версія універсал, яка стала називатися Skyway ALVG.
На шасі цієї машини будувалася ще одна комерційна версія з 4-місною кабіною і вантажною платформою — Skyway ALPE.
Восени того ж року фірма вперше експонує свою техніку на Паризькому автомобільному шоу.

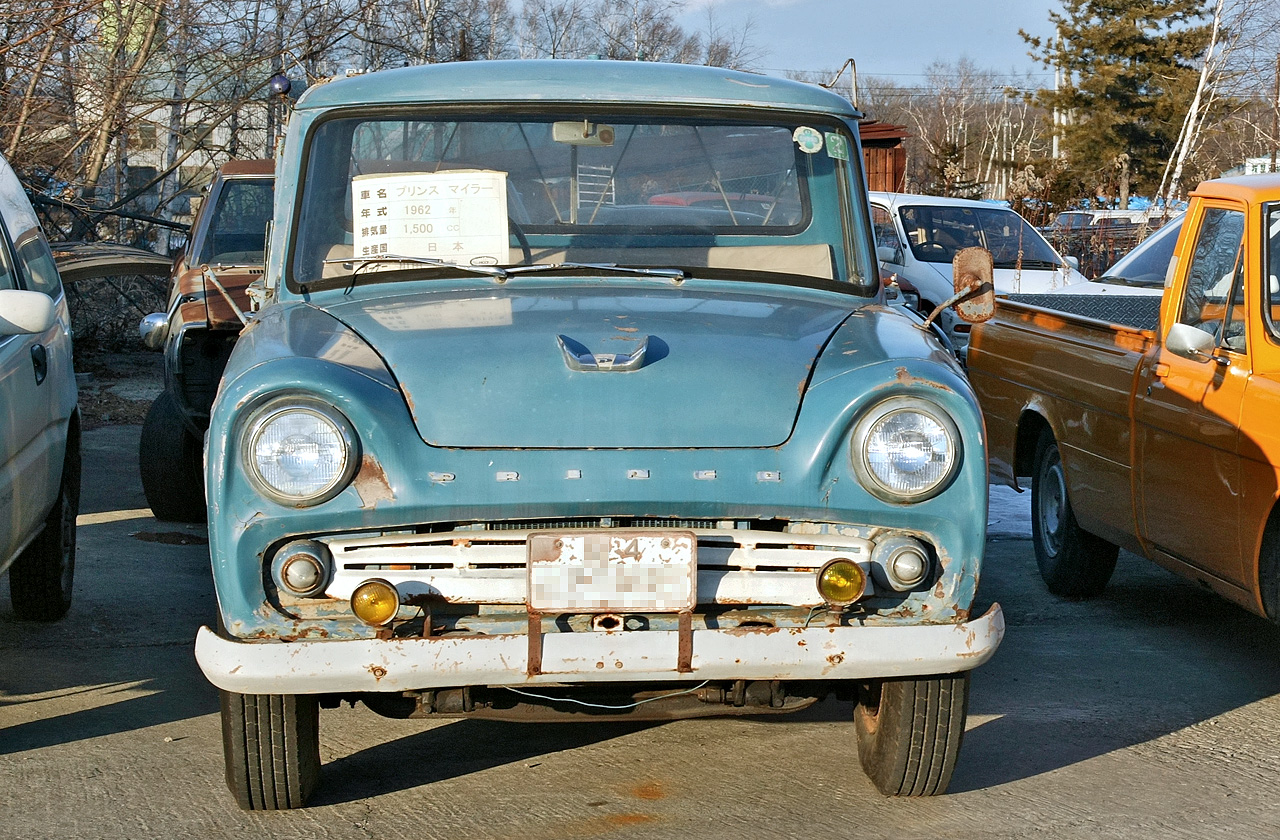
Prince Miller ARTH

У травні 1958 року з'явилася ще одна комерційна модель — Miler, яка будувалася на подовженому шасі «Скайлайна». Версія пікап мала індекс ARTH, а версія фургон — ARVF.

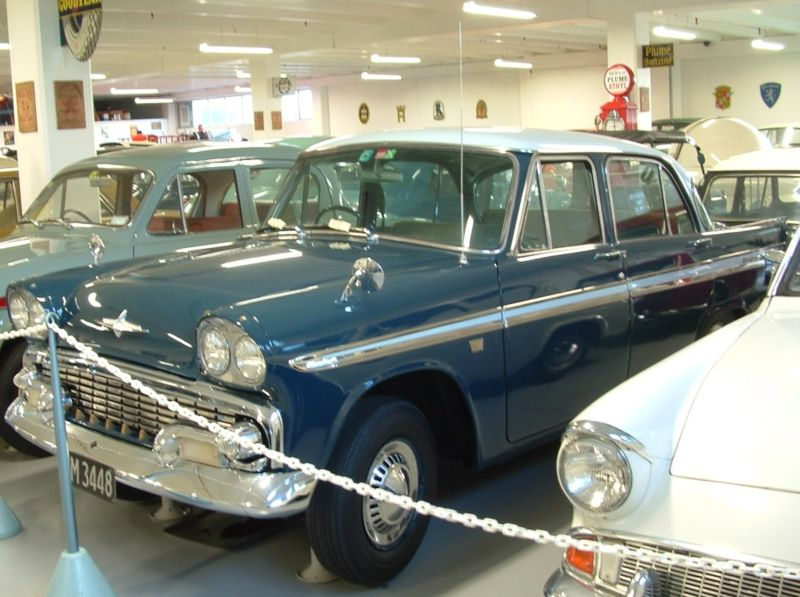
Prince Skyline ALSID-2

У жовтні 1958 року на автомобільній виставці була представлена модель Skyline, оснащена 1,9 л мотором, потужністю 83 к. с. Дизайн кузова був переглянутий, з'явилися здвоєні фари. Проте в серію пішла всього-лише 1,5 л версія, мотор якої був форсований до 70 к. с.

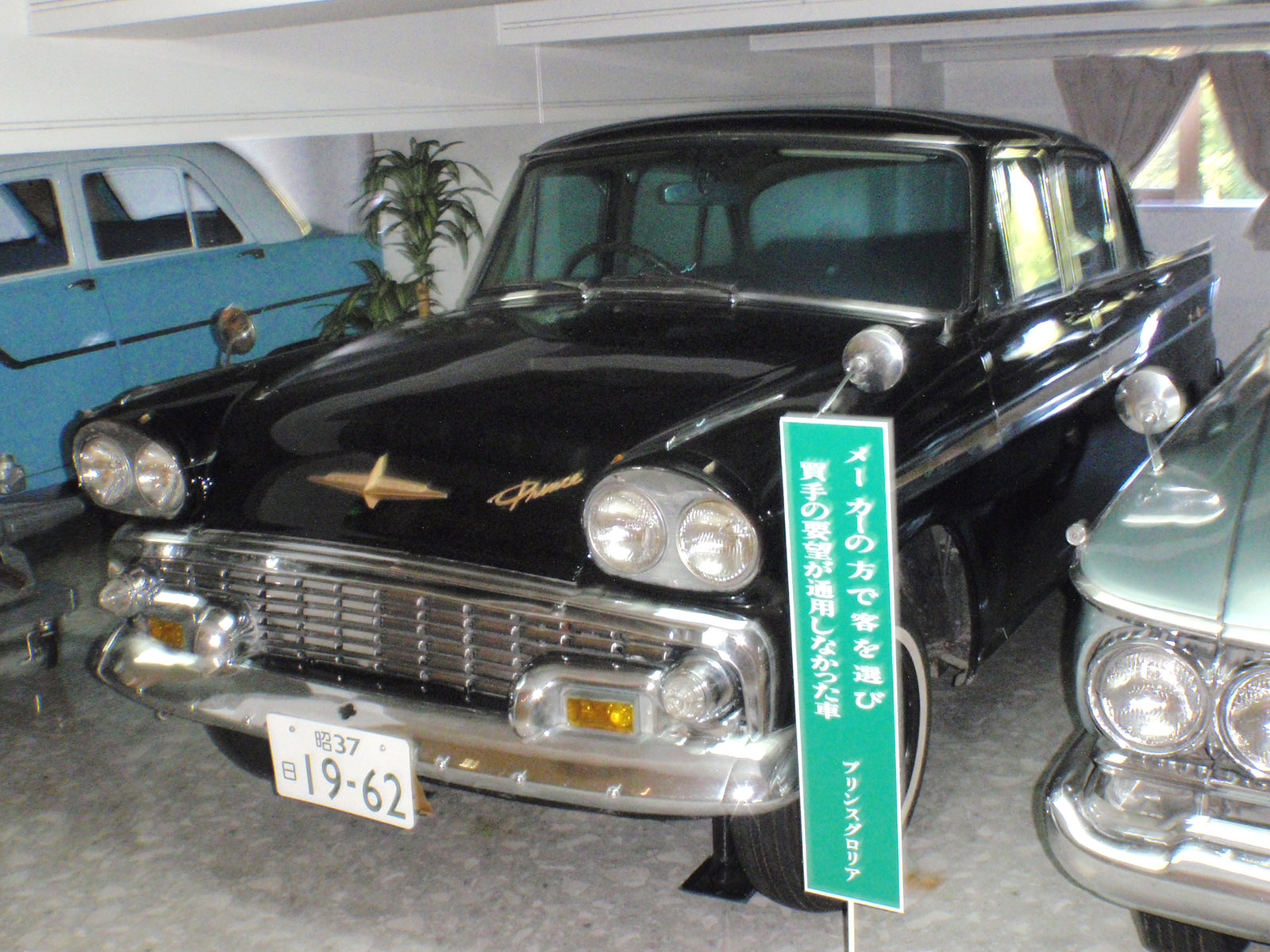
Prince Gloria BLSI

Але мотор 1,9 л з'явився в серії в лютому 1959 року, правда на іншій моделі, а саме — на Gloria BLSI. Це був, по суті, розкішно оброблений Skyline.
Через два місяці таку машину дарують наслідному принцу Акіхіто.
Однак топовий мотор встановлюють не тільки на топову легкову модель, але і на комерційний транспорт — Miler, тепер ця модель паралельно випускається з двома типами моторів: 1,5 л, потужністю 70 к. с., їх індекси починаються з літери А, і з 1,9 л мотором, форсованим до 96 к. с., їх індекси починаються з латинської літери В.

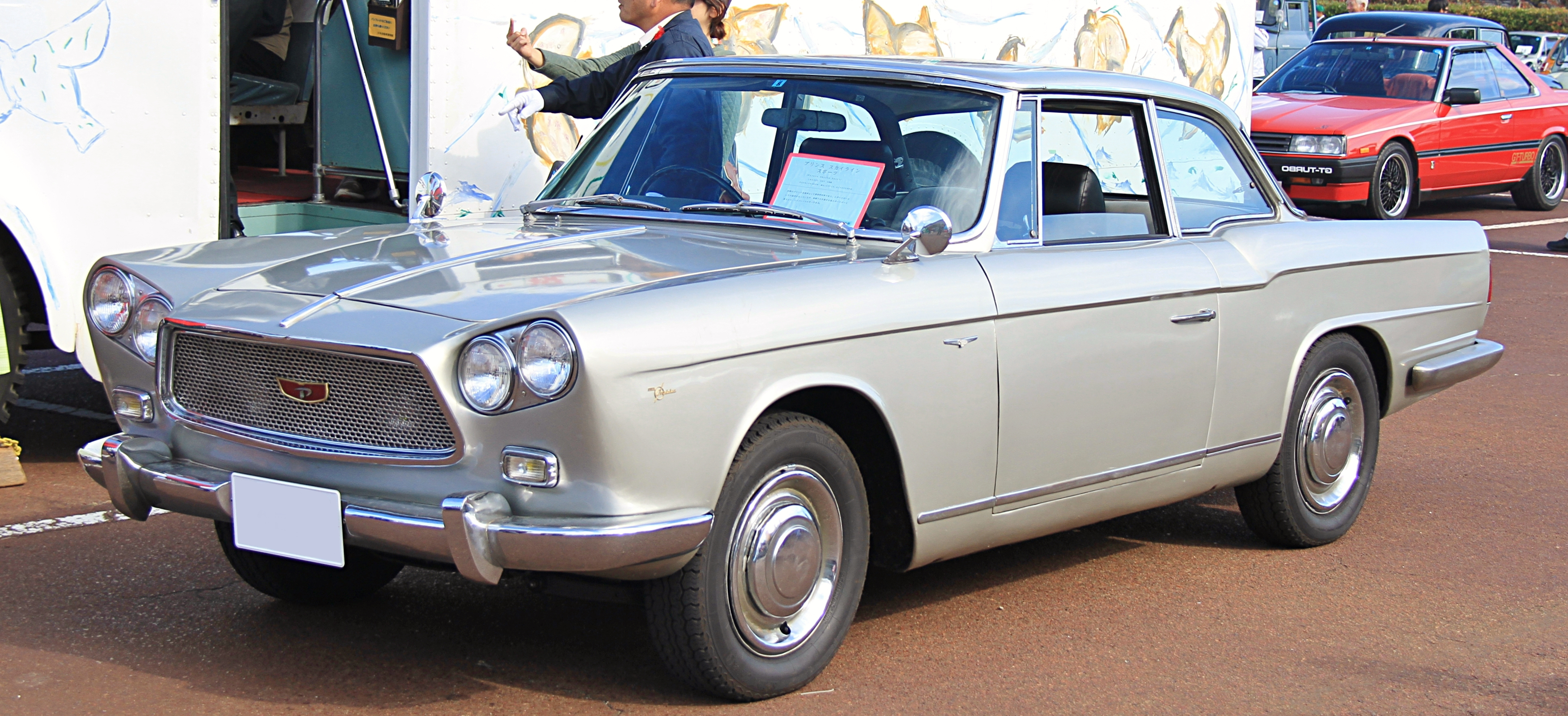
Prince Skyline Sport BLRA-3

Восени 1959 року на Токійському автошоу був показаний варіант із кузовом купе, дизайн машини був спроєктований Джовані Мікелотті, а будувалися вони в Італії фірмою Vignale. Під капотом розміщувався 1,9-літровий 96-сильний мотор. У 1961 році світ побачила і відкрита версія цієї моделі. Ці машини фірма стала активно піарити через фільми, у яких вони брали участь, однак це не вплинуло на продажі, і за весь час виробництва було побудовано не більше 500 екземплярів купе і кабріолетів разом узятих.
У 1960 році на пост управляючого директора Prince Motor Company був призначений Ріоші Каганава, який був автором двигуна для японських винищувачі Zero часів Другої світової війни, також Каганава відповідав за технічну програму фірми.

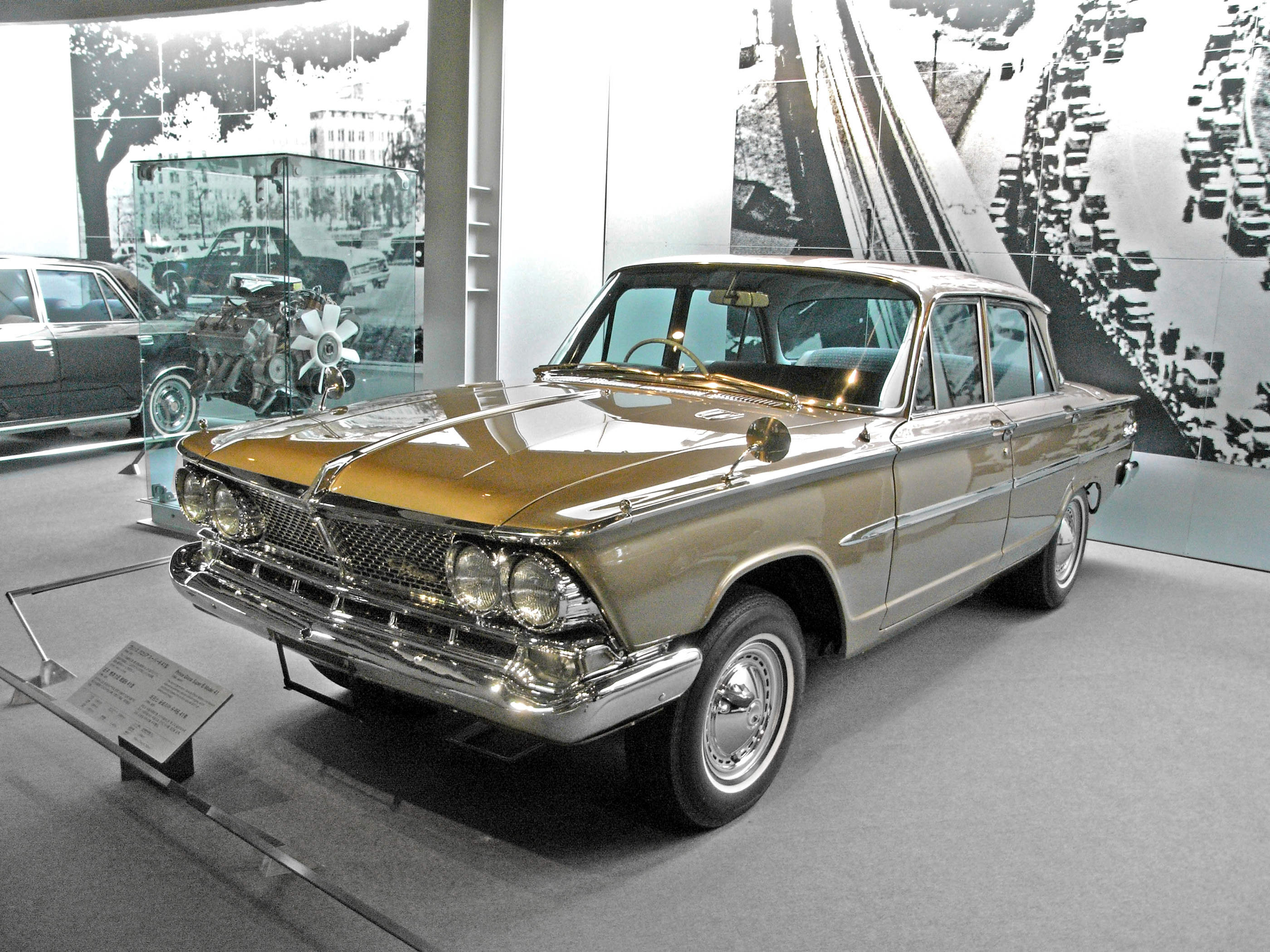
Prince Gloria S40

У 1961 році компанія повертає колишню назву своєї моделі, знову стаючи Prince Motor Company. А через рік анонсується нове покоління моделі Gloria, яке отримало кодову назву S40. Мотор в 1,9 л залишився колишнім, але кузов і шасі машина отримала нові, колишнім залишився також тип підвіски: подвійні важелі спереду і «Де Діон» ззаду. Цей автомобіль, на відміну від попередника, тепер можна було купити і з кузовом типу універсал — W40.
Одночасно з прем'єрою нової машини на виставці виставляється і новий 2,5-літровий мотор із 6 циліндрами, який отримав кодову назву G-11.

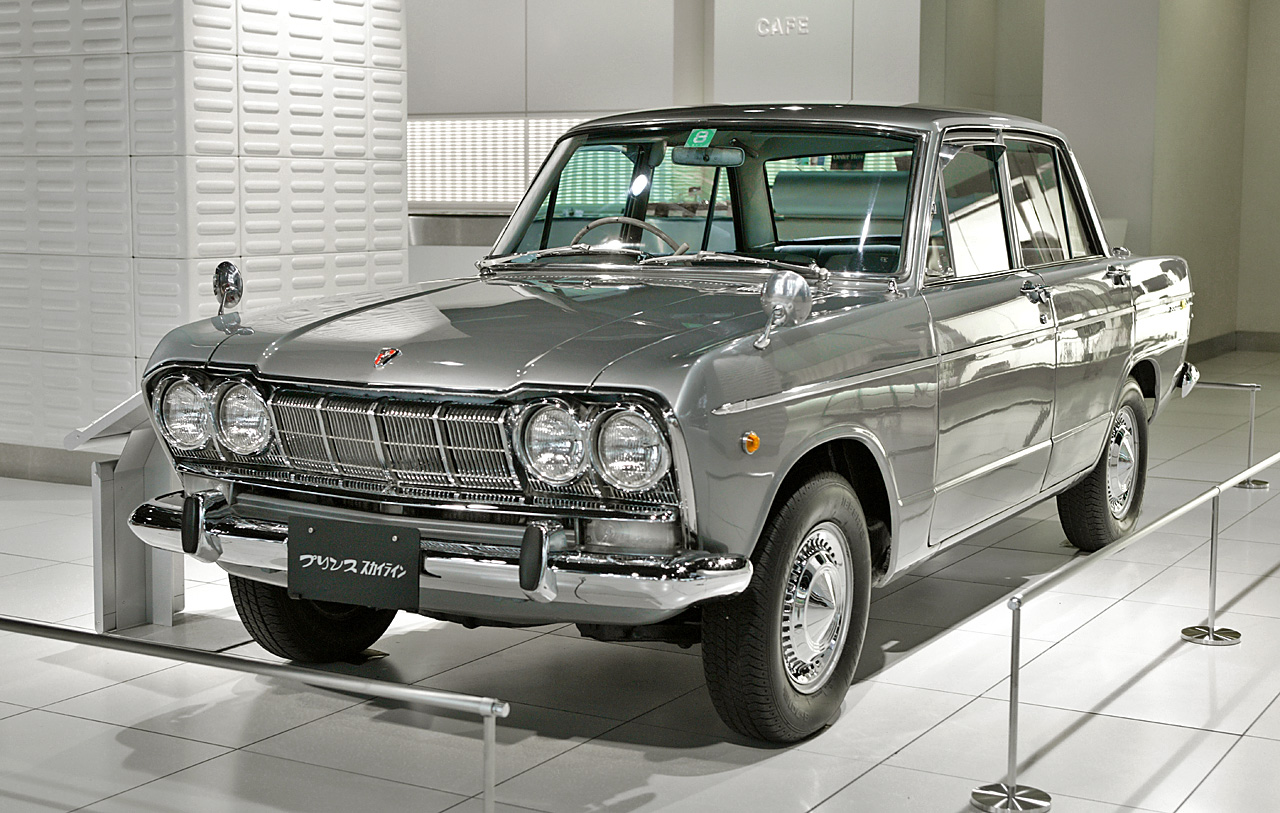
Prince Skyline S50 DeLuxe

У Skyline з цього моменту мотор обє'мом 1,9 л отримують і версії з кузовом седан, які отримують приставку Super. А поновлення кузова ця серія дочекалася тільки восени 1963 року. Дизайн серії S50 був спроєктований за типом старшої моделі, гама моторів варіювалася від 1,5-лістрового 70-сильного і до 1,9 л 91 к. с. Що цікаво, ці машини комплектувалися двома типами коробок передач, обидві були механічні, але одна мала 3 ступені і монтувалася на рульову колонку, друга ж мала підлогове розташування і була 4-ступінчастою.
Gloria ще в червні цього року отримує 6-циліндровий мотор об'ємом 2,0 л і потужністю 106 к. с., тим самим стаючи першою машиною цієї марки з 6-циліндровим двигуном, торгова назва машини була Gloria Super 6, заводський код — S41.

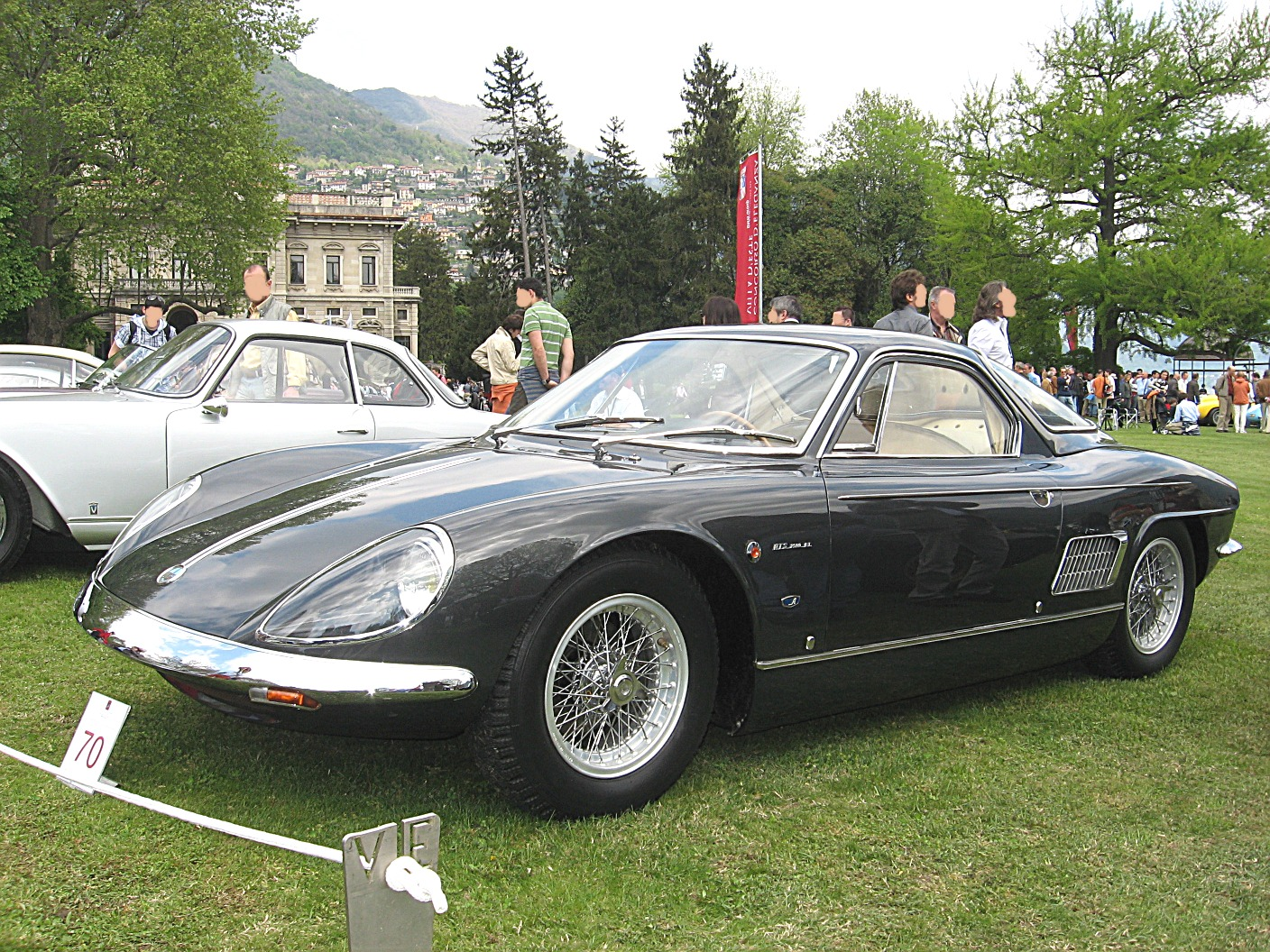
Prince 1900 Sprint

На виставці в Токіо шоу-стопером стенда фірми стає ще одна машина, спроєктована в Італії, — Prince 1900 Sprint роботи Scaglione. Ця по-італійськи стильна машина здатна розвивати з базовим 1,9-літровим мотором 180 км/год, що було дуже непоганим показником для того часу.
Однак цій чарівній машині не знайшлося місця у виробничій програмі фірми.
У 1964 році редизайн доходить і до комерційних автомобілів, пікап Miler отримує 4-фарну оптику, тепер всі машини бренду (крім більших вантажівок — це моделі Homer і Clipper) мають по 4 «очей» спереду.

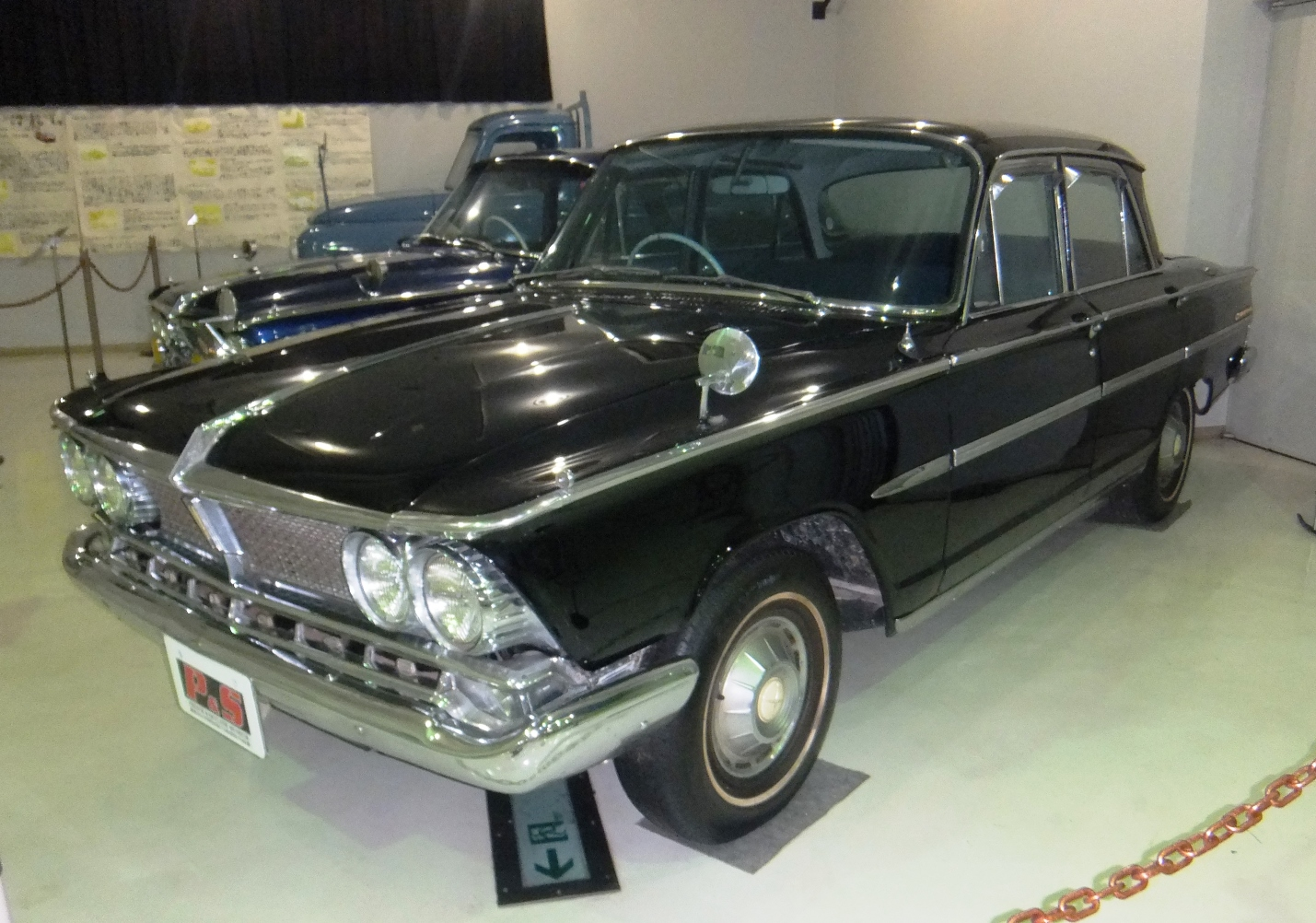
Prince Grand Gloria

Як і колись, пікап має два варіанти двигунів: 1,5 л — AT430A і 1,9 л — AT431.
Тим часом модель Gloria в травні 1964 року отримує під капот анонсований декількома роками раніше 2,5-літровий мотор потужністю 134 к. с. Grand Gloria S44P, такий індекс отримала ця машина, базово оснащувалась електросклопідйомниками передніх вікон. Однак далеко не це стало головною новинкою цього сезону.

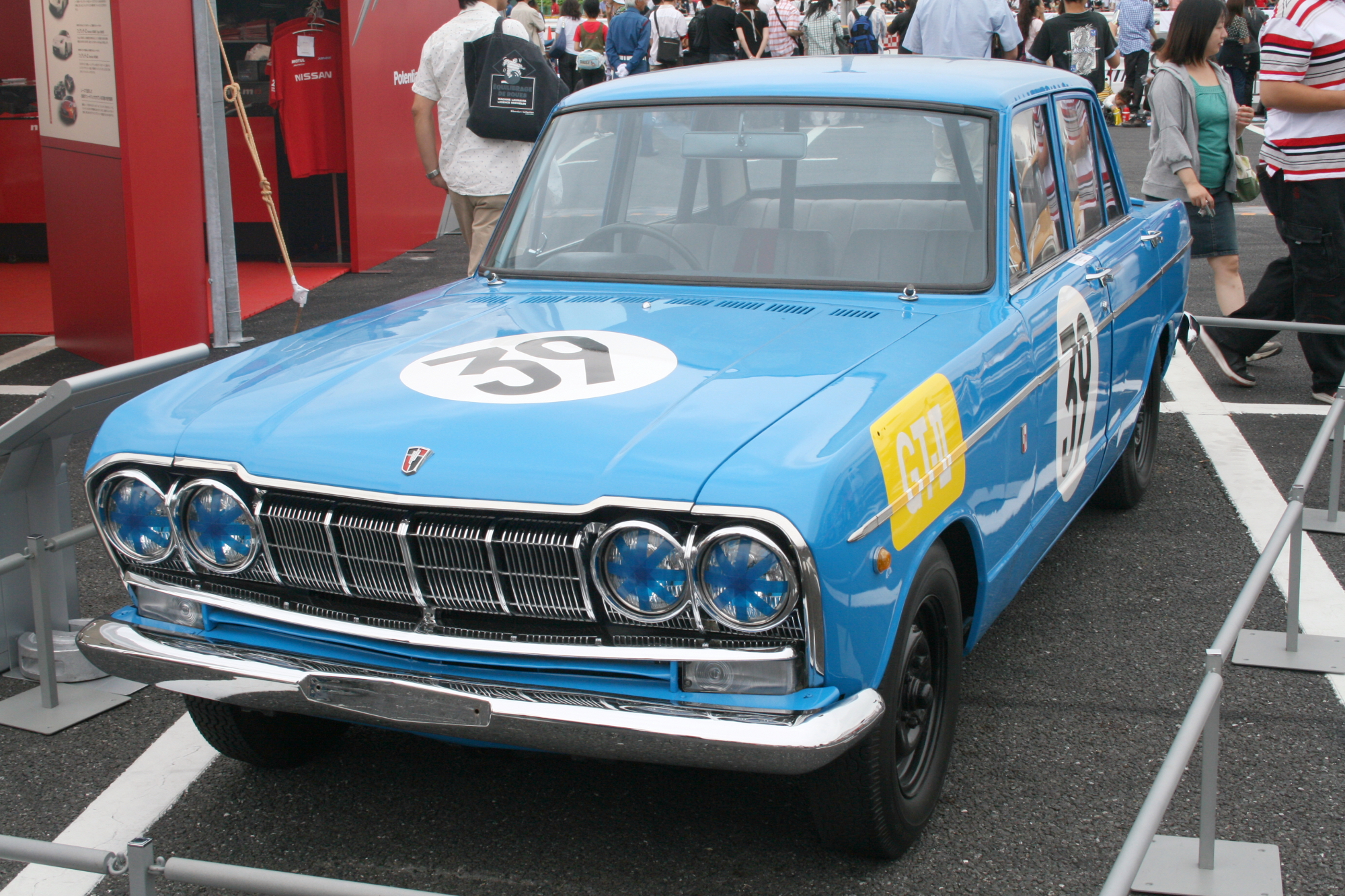
Prince Skyline GT S54A-1

Фірма Prince Motor забажала отримати перемогу у другому Гран-прі Японії, для цього вирішили побудувати спортивну машину на базі Skyline, у яку запхали 6-циліндровий 2-літровий мотор від старшої моделі. Але оскільки 6-циліндровий мотор був довший 4-циліндрового, довелося подовжувати базу за 20 см, які якраз припали на переднє крило і капот. Однак оскільки за регламентом треба було мати омологовану цивільну версію машини, яка брала участь у гонках, то була випущена партія зі ста автомобілів, які отримали індекс Skyline GT S54A-1.
Дива не сталося, гонку виграв Porsche 904, але з 2-го по 6-те місце в цій гонці посіли машини марки Prince. Так, до речі, і народилася спортивна легенда японофілів — Skyline.

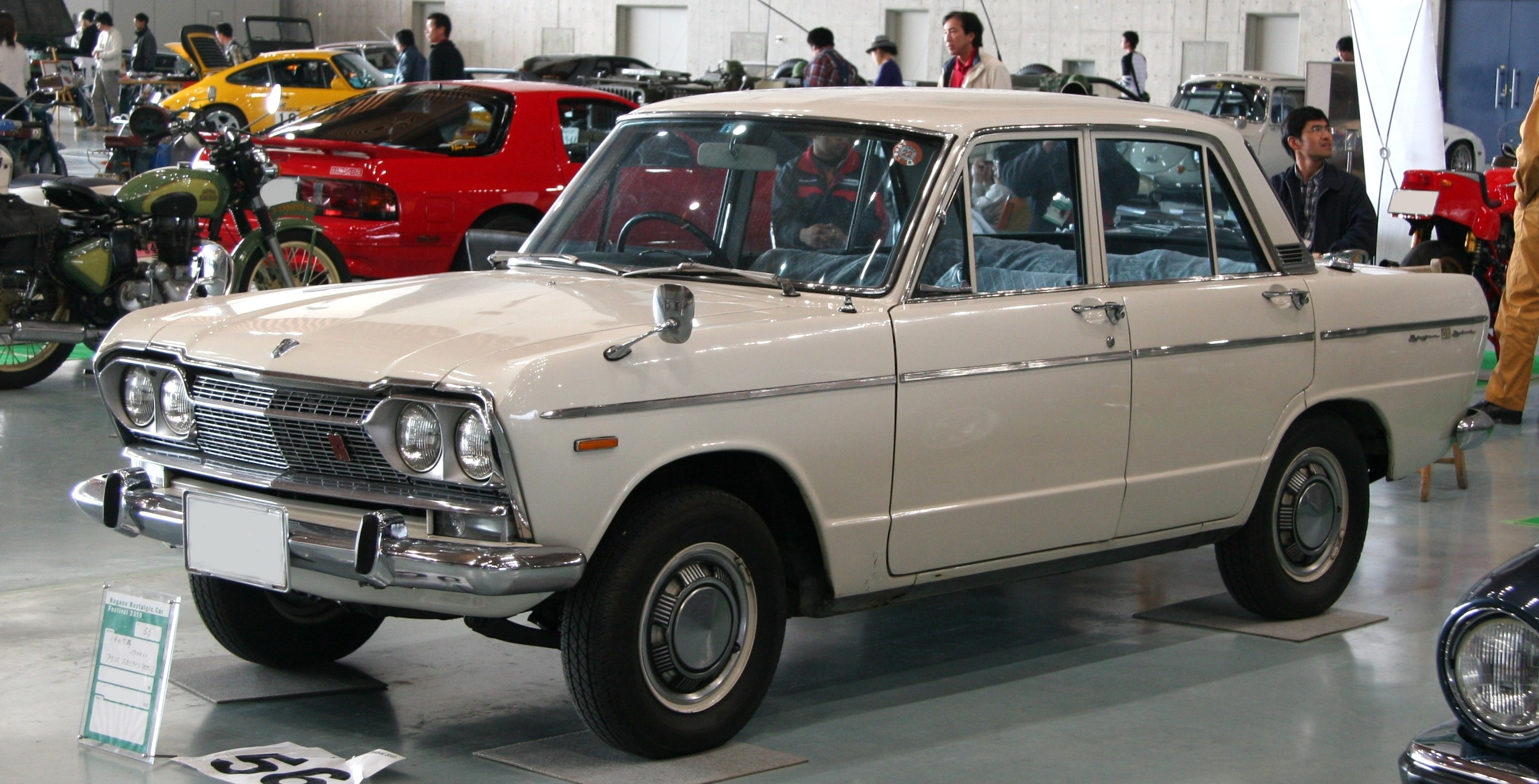
Prince Skyline 1500 Deluxe S50D 2

У 1965 році базовий Prince Skyline отримав іншу решітку радіатора, а головне — вперше на автомобіль цієї марки стали ставити 1,9-літровий дизельний двигун. Машини цієї серії (S50E-2) називалися Skyline A150 або Skyline A190D, залежно від мотора. Спортивна ж версія Prince Skyline отримала мотор збільшеної потужності, яка була досягнута за рахунок установки трьох карбюраторів Weber, тепер потужність піднялася на 20 к. с., і досягала 125 сил. Також на цей варіант встановили 5-ступінчасту коробку передач і передні дискові гальма. Однак максимальна швидкість моделі GT S54B-1 була всього на 10 км/год вище, ніж у 105-сильної моделі, але для седана з мотором у 2 л це був дуже непоганий показник.

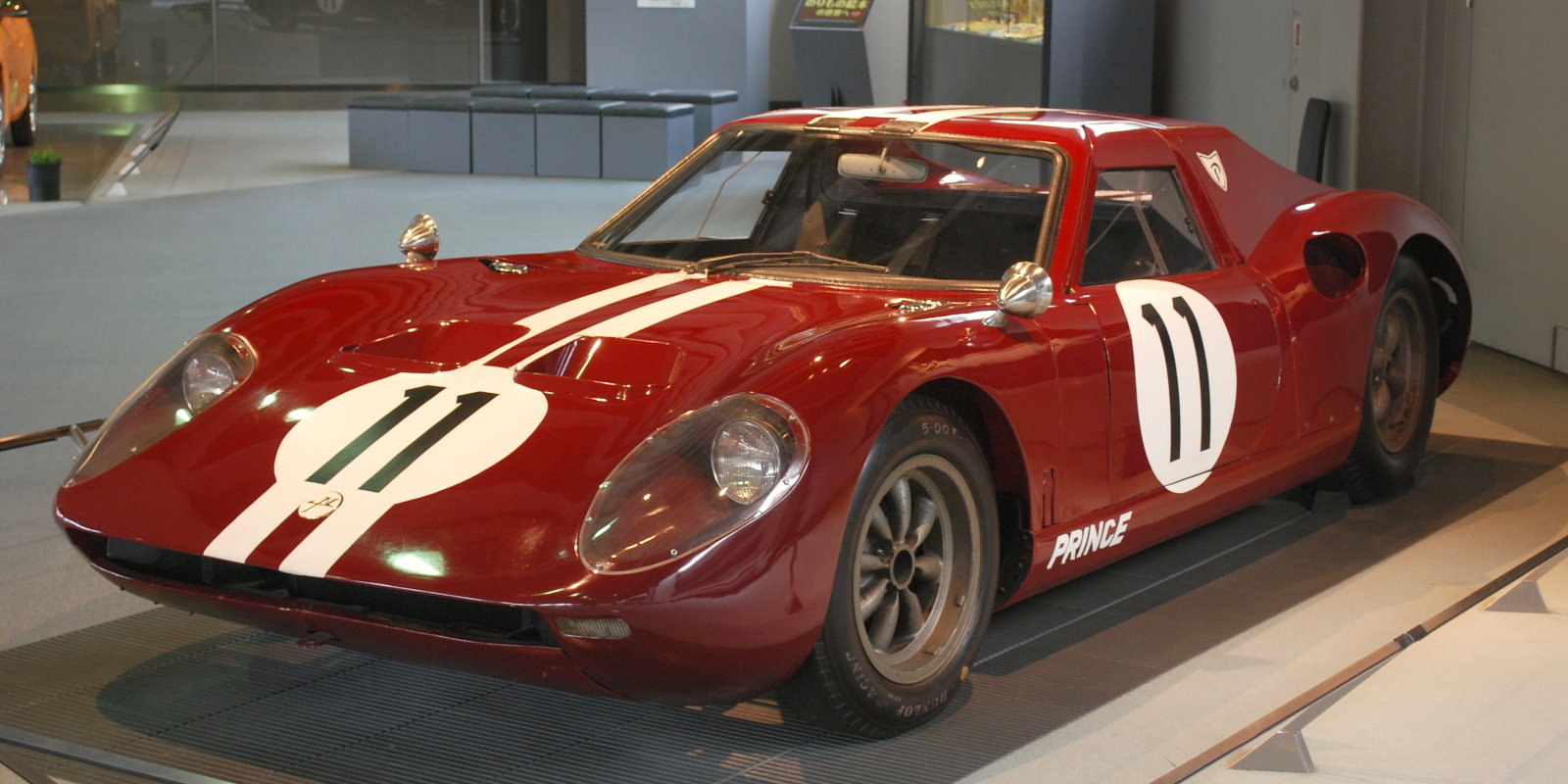
Prince R380-I

У цьому ж році машини цієї марки вперше починають експортуватися до Європи, країною, у якій стали пропонувати екзотичну марку, стала Фінляндія. Плануючи взяти участь у Гран-прі 1965 року, фірма ще в 1964 році починає будувати гоночний болід R380. Машина була спроєктована з чистого аркуша, з тим розрахунком, щоб мотор розташовувався в базі. Мотор був той же — рядний 2-літровий, однак головка отримала два розподільчих вала, завдяки чому вдалося зняти 200 к. с. Коробку передач встановили 5-ступінчасту, фірми Hewland. Але, на жаль, в 1965 році змагання відмінили. Машину стали випробовувати на максимальну швидкість, а вона її побила для свого класу, розвинувши 266 км на годину. Ця швидкість стала не тільки японським, але і світовим рекордом.
У 1966 році знову було вирішено провести Гран-прі Японії, японська машина була швидше «Порше 904», який переміг у 1964 році, але японці не знали про те, що німці підготували Porsche 906 Carrera 6, який мало того що був на 20 к. с. могутнішим, але й на 80 кг легшим, тому довелося команді Prince і цього разу задовольнятися 2-м місцем.

## Об'єднання з компанією Nissan. Припинення виробництва автомобілів Prince
Тим часом японський уряд рекомендує місцевим підприємствам укрупнюватися, а отже, об'єднуватися. Уже відбулося злиття Toyota, Hino і Daihatsu, «Принц» же почав злиття з Nissan у травні 1966 року. Усі моделі Prince, що випускалися, тепер продавалися під брендом Nissan.

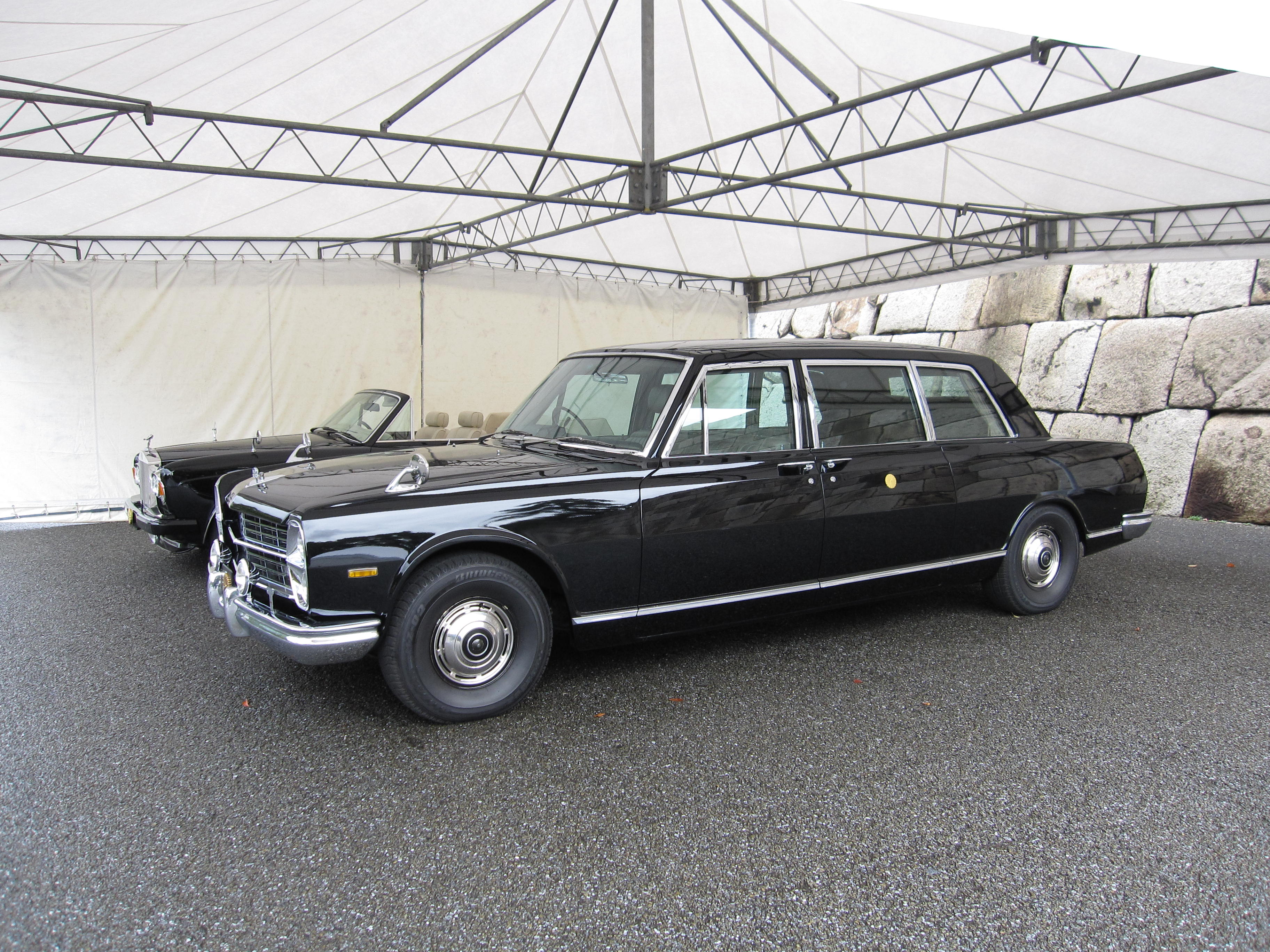
Nissan Prince Royal S390P-1

Ще до злиття з фірмою Nissan компанія Prince почала розробку автомобіля вищого класу для імператорського двору. Машина була готова вже після злиття фірм і була подарована на день весілля. Ця велика машина мала мотор V8, об'ємом 6,4 л і потужністю 260 к. с., оскільки в Японії не було жодної коробки передач, яка могла б перетравити момент, тому коробку-автомат закупили у фірми General Motors. Оскільки на машині повинні були їздити особливі для японців особи, то паливна система і система гальм була продубльована. Машина отримала назву Nissan Prince Royal S390P-1.
Машини цієї моделі використовувалися імператорською сім'єю до 2006 року, коли їх змінили на Toyota Century Royal. Загалом за 40 років було побудовано 8 «королівських» автомобілів.

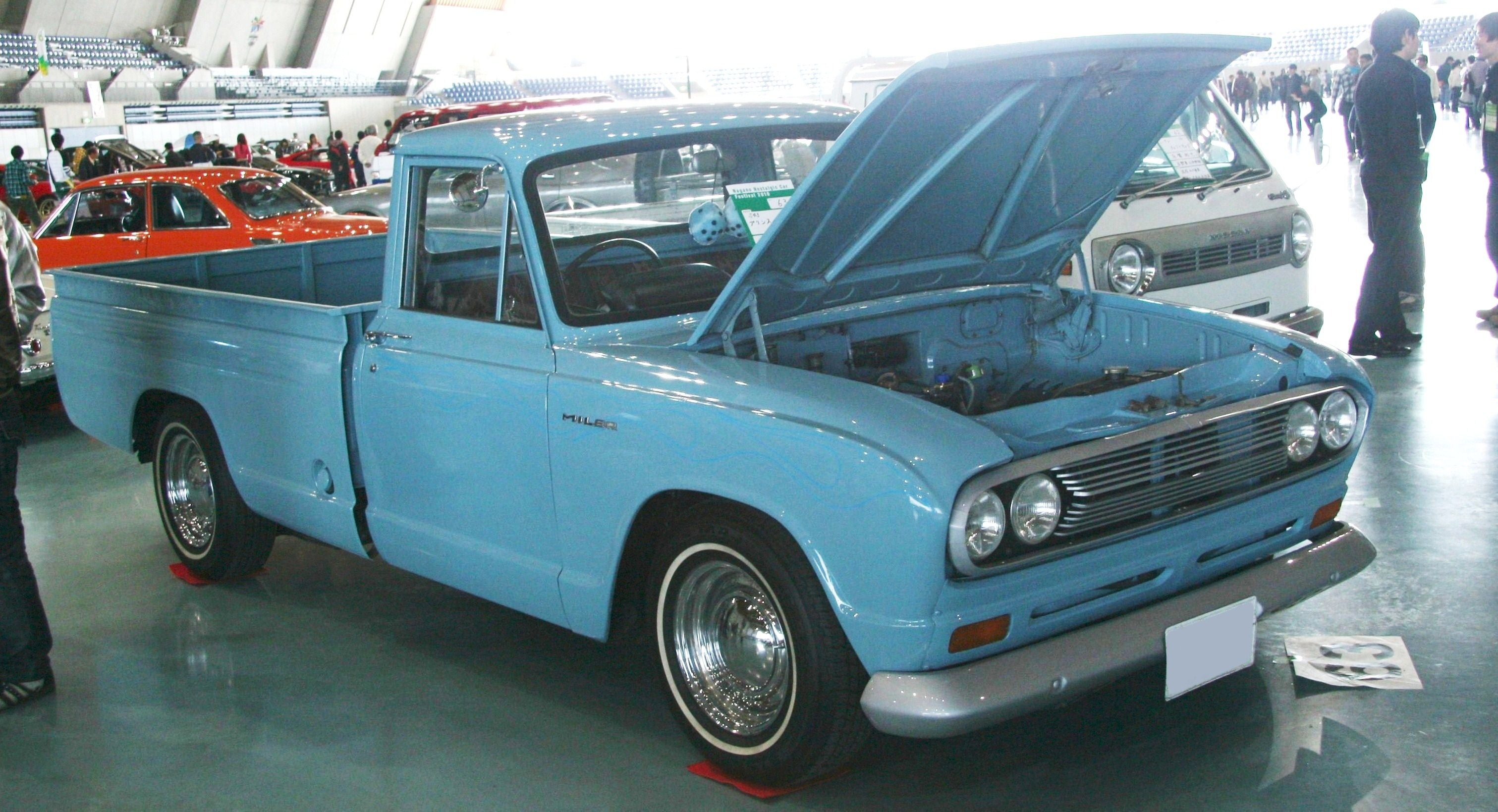
Prince Miler T446

Однак марка Prince пішла в небуття після злиття, пікапи Miler продовжували продавати під маркою Prince. Як і всі автомобілі концерну, ця машина піддалася модернізації. Торгова марка Prince зникла в 1970 році, коли випустили останній пікап, але назва Prince досі присутня в номенклатурі концерну. Так, наприклад, донині в Японії моделі Skyline і GT-R можна замовити тільки у дилерів, у яких є вивіска Nissan Prince.
Факт, що на момент злиття двох фірм машини марки Prince були куди досконалішими автомобілів Nissan, і саме завдяки злиттю ця марка має у своїй скарбничці легендарні моделі Skyline, крім іншого, спадщиною цієї марки стали автомобілі моделей Gloria, Cherry, який був спроєктований інженерами фірми і Z Fairlad, що мав технічну начинку від Prince, і також був спроєктований інженерами цієї фірми, які було ще до Другої світової війни починали працювати в авіаційній промисловості.
Nissan від цієї угоди отримав на свої машини несучі кузови, верхньовальні мотори, коробки передач ZF, незалежну підвіску задніх коліс, яку проєктували для Gloria, що пішла в серію в 1967 році. Інженери, які працювали в Prince, прийшли в Nissan зі своїм стилем роботи, напрацюваннями та проєктами. Одним словом, без цієї невеликої фірми, яка в 1960-ті роки займала 4-те місце з виробництва машин у Японії, Nissan не став би тим, чим є сьогодні.

## Список автомобілів Tama
- 1947 — Tama E4S-47
- 1948 — Tama E4S-48 Junior
- 1949 — Tama E4S-49
- 1950 — Tama Senior

## Список автомобілів Prince
- 1952 — Prince AISH
- 1953 — Prince AISH-2
  - Prince AFTF
- 1956 — Prince AMSH-1
- 1957 — Prince Skyline
  - Prince Skyway
- 1958 — Prince Miler
- 1959 — Prince Gloria
  - Prince Skyline Sport
- 1961 — Prince Gloria S40
- 1963 — Prince Skyline Super
  - Prince Gloria Super
- 1964 — Prince Grand Gloria
  - Prince Skyline GT